# Max Merkel
Max Merkel (Bécs, 1918. december 7. – Putzbrunn, 2006. november 28.) válogatott osztrák labdarúgó, hátvéd, edző.

## Pályafutása

### Klubcsapatban
1936–37-ben a Rapid Wien, 1937 és 1942 között a Wiener SC, 1942 és 1944 között a Luftwaffen SV Markersdorf, 1945–46-ban a Wiener SC, 1946 és 1954 között a Rapid labdarúgója volt. A Rapiddal négy osztrák bajnoki címet nyert.

### A válogatottban
1939-ben egy alkalommal szerepelt a német válogatottban, 1952-ben egyszer az osztrákban.

### Edzőként
1954–55-ben a holland HBS Craeyenhout vezetőedzője, 1955–56-ban a holland válogatott szövetségi kapitánya volt. Szövetségi kapitányként tíz mérkőzésen irányította a válogatottat, amellyel a mérlege hét győzelem, egy döntetlen és két vereség volt. 1956 és 1958 között a Rapid Wien szakmai munkáját irányította. 1958 és 1969 között az NSZK-ban dolgozott. 1958 és 1961 között a Borussia Dortmund, 1961 és 1966 között az 1860 München, 1967 és 1969 között az 1. FC Nürnberg vezetőedzőjeként tevékenykedett. 1969 és 1971 között a spanyol Sevilla FC, 1971 és 1973 között az Atlético Madrid csapatainál dolgozott. 1974-ben visszatért az NSZK-ba. 1974–75-ban az 1860 München, 1975–76-ban a Schalke 04, 1976–77-ben az FC Augsburg, 1981–82-ben a Karlsruher SC szakmai munkáját irányította. 1983-ban a svájci FC Zürich csapatánál fejezte be edzői pályafutását.
Edzőként két nyugatnémet és egy-egy osztrák illetve spanyol bajnoki címet, továbbá egy-egy nyugatnémet és spanyol kupagyőzelmet ért el. Az 1860 München csapatával az 1964–65-ös idényben KEK-döntős volt.

## Sikerei, díjai

### Játékosként
Rapid Wien
- Osztrák bajnokság
  - bajnok (4): 1947–48, 1950–51, 1951–52, 1953–54

### Edzőként
Rapid Wien
- Osztrák bajnokság
  - bajnok: 1956–57

 1860 München
- Német bajnokság (Bundesliga)
  - bajnok: 1965–66
- Német kupa (DFB-Pokal)
  - győztes: 1964
- Kupagyőztesek Európa-kupája (KEK)
  - döntős: 1964–65

 1. FC Nürnberg
- Német bajnokság (Bundesliga)
  - bajnok: 1967–68

 Atlético de Madrid
- Spanyol bajnokság (La Liga)
  - bajnok: 1972–73
- Spanyol kupa (Copa del Generalísimo)
  - győztes: 1972

## Statisztika

### Mérkőzése a német válogatottban
| Németország | Németország         | Németország | Németország | Németország | Németország | Németország | Németország | Németország |
| #           | Dátum               | Helyszín    | Hazai       | Eredmény    | Vendég      | Kiírás      | Gólok       | Esemény     |
| ----------- | ------------------- | ----------- | ----------- | ----------- | ----------- | ----------- | ----------- | ----------- |
| 1.          | 1939. augusztus 27. | Pozsony     | Szlovákia   | 2 – 0       | Németország | barátságos  | -           |             |
|             | Összesen            |             |             | 1           | mérkőzés    |             | 0           | gól         |

### Mérkőzése az osztrák válogatottban
| Ausztria | Ausztria         | Ausztria | Ausztria | Ausztria | Ausztria | Ausztria   | Ausztria | Ausztria |
| #        | Dátum            | Helyszín | Hazai    | Eredmény | Vendég   | Kiírás     | Gólok    | Esemény  |
| -------- | ---------------- | -------- | -------- | -------- | -------- | ---------- | -------- | -------- |
| 1.       | 1952. június 22. | Genf     | Svájc    | 1 – 1    | Ausztria | barátságos | -        |          |
|          | Összesen         |          |          | 1        | mérkőzés |            | 0        | gól      |

### Mérkőzései a holland válogatott szövetségi kapitányaként
| Hollandia | Hollandia          | Hollandia   | Hollandia  | Hollandia | Hollandia  | Hollandia  | Hollandia | Hollandia |
| #         | Dátum              | Helyszín    | Hazai      | Eredmény  | Vendég     | Kiírás     | Gólok     | Esemény   |
| --------- | ------------------ | ----------- | ---------- | --------- | ---------- | ---------- | --------- | --------- |
| 1.        | 1955. április 3.   | Amszterdam  | Hollandia  | 1 – 0     | Belgium    | barátságos | -         |           |
| 2.        | 1955. május 1.     | Dublin      | Írország   | 1 – 0     | Hollandia  | barátságos | -         |           |
| 3.        | 1955. május 19.    | Rotterdam   | Hollandia  | 4 – 1     | Svájc      | barátságos | -         |           |
| 4.        | 1955. október 16.  | Rotterdam   | Hollandia  | 2 – 2     | Belgium    | barátságos | -         |           |
| 5.        | 1955. november 6.  | Amszterdam  | Hollandia  | 3 – 0     | Norvégia   | barátságos | -         |           |
| 6.        | 1955. november 16. | Saarbrücken | Saar-vidék | 1 – 2     | Hollandia  | barátságos | -         |           |
| 7.        | 1956. március 14.  | Düsseldorf  | NSZK       | 1 – 2     | Hollandia  | barátságos | -         |           |
| 8.        | 1956. április 8.   | Antwerpen   | Belgium    | 0 – 1     | Hollandia  | barátságos | -         |           |
| 9.        | 1956. május 10.    | Rotterdam   | Hollandia  | 1 – 4     | Írország   | barátságos | -         |           |
| 10.       | 1956. június 6.    | Amszterdam  | Hollandia  | 3 – 2     | Saar-vidék | barátságos | -         |           |
|           | Összesen           |             |            | 10        | mérkőzés   |            | –         | gól       |